# Гора Ардешира
Гора Ардешира (лат. Mons Ardeshir) — пагорб на зворотному боці Місяця, в східній частині кратера Кінг (5°02′ пн. ш. 121°02′ сх. д. / 5.03° пн. ш. 121.04° сх. д.). Один із численних пагорбів на дні цього кратера. Розмір основи — 10×3 км, висота над навколишньою поверхнею — кількасот метрів, абсолютна висота вершини складає −1,37 км.
У 1975 році на карті, виданій НАСА, цей об'єкт отримав неофіційну назву «Ардешир» (Ardeshir). Як і назви деяких інших невеликих місячних гір, вона не увічнює конкретну людину, а є просто людським іменем — у цьому випадку перським чоловічим іменем (хоча раніше її виводили від імені перського шахіншаха). 1976 року цю назву (з доданням терміну Mons — «гора») затвердив Міжнародний астрономічний союз. Разом із цим пагорбом було названо й кілька сусідніх.